# Paio Godins de Azevedo
Paio Godins de Azevedo (morto antes de 1108),foi 6.º Senhor Couto de Azevedo e um nobre e Cavaleiro medieval do Condado Portucalense.

## Relações familiares
Foi filho de Godinho Viegas e de Maria Soares de Várzea. Casou com Gontinha Nunes Velho (m. depois de 1108), filha de Nuno Soares Velho e de  Ausenda Todereis, de quem teve:
- Nuno Pais de Azevedo, "O Vida", casado com Gontinha Nunes,[2][3]
- Soeiro Bufino (ou Rufino),
- Mem Pais Rufino casou com Sancha Pais de Toronho, filha de Paio Curvo de Toronho e de Maria Garcia.
- Dórdia (Doroteia) Pais (morta c. 1124), citada nas fontes entre 1108 e 1124, foi a primeira esposa de Egas Moniz, o Aio[4][5]